# Décès en 908
Décès
- 904
- 905
- 906
- 907
- 908
- 909
- 910
- 911
- 912

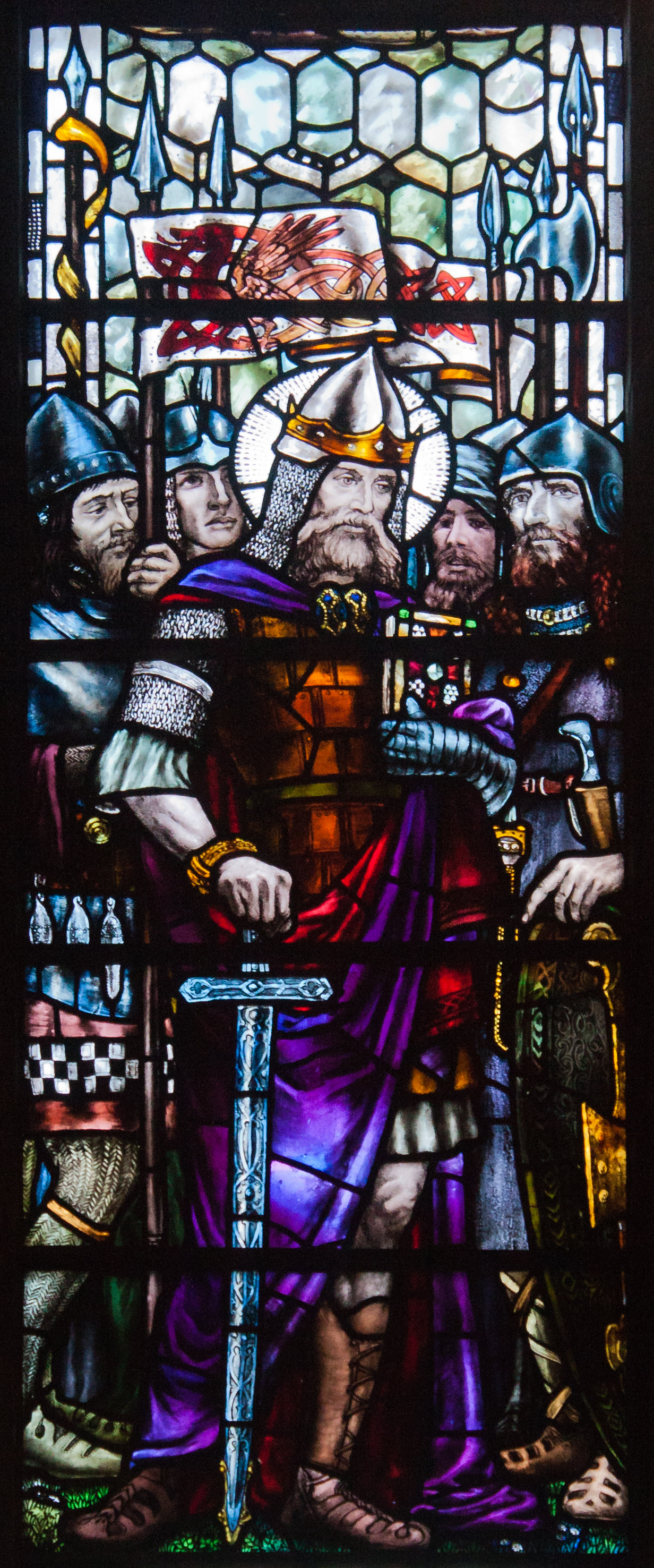
Cormac mac Cuilennáin mort en 908.

Cette page dresse une liste de personnalités mortes au cours de l'année 908 :
- 26 mars : Tang Aidi, dernier empereur chinois taoïste de la dynastie Tang.
- 3 août : 
  - Burchard de Thuringe, duc de Thuringe et de la marche des Sorabes.
  - Rudolf Ier de Wurtzbourg, évêque de Wurtzbourg.
- 13 août : Al-Muktafi, dix-septième calife abbasside de Bagdad[1].
- 13 septembre : Cormac mac Cuilennáin, évêque irlandais, qui fut aussi roi de Munster.
- 17 décembre : Abdullah ibn al-Mu'tazz, prince et poète arabe[1].

- Blaise d'Amorium, moine au monastère grec de Saint-Césaire.
- Remi d’Auxerre, moine de Saint-Germain d’Auxerre, grammairien, théologien et musicien (v. 841-v. 908).
- Bencio de Carcassonne, comte de Carcassonne.

## Crédit d'auteurs
- Cet article est partiellement ou en totalité issu de l'article intitulé « 908 » (voir la liste des auteurs).